# Набіре
Набіре (індонез. Nabire) — містечко в Індонезії, столиця провінції Центральне Папуа.

## Географія
Розташоване на заході провінції, на південному березі затоки Чендравасіх.

### Клімат
Місто знаходиться у зоні, котра характеризується вологим тропічним кліматом. Найтепліший місяць — листопад із середньою температурою 26.9 °C (80.4 °F). Найхолодніший місяць — серпень, із середньою температурою 26 °С (78.8 °F).
| Клімат Набіре           | Клімат Набіре | Клімат Набіре | Клімат Набіре | Клімат Набіре | Клімат Набіре | Клімат Набіре | Клімат Набіре | Клімат Набіре | Клімат Набіре | Клімат Набіре | Клімат Набіре | Клімат Набіре | Клімат Набіре |
| Показник                | Січ.          | Лют.          | Бер.          | Квіт.         | Трав.         | Черв.         | Лип.          | Серп.         | Вер.          | Жовт.         | Лист.         | Груд.         | Рік           |
| Середня температура, °C | 26,6          | 26,5          | 26,6          | 26,7          | 26,6          | 26,5          | 26,1          | 26            | 26,2          | 26,8          | 26,9          | 26,7          | 26,5          |
| Норма опадів, мм        | 359.8         | 346.6         | 387.2         | 289.7         | 296.6         | 256.3         | 262.4         | 317.1         | 252.3         | 269.4         | 223.1         | 307.8         | 3568.3        |
| Днів з опадами          | 18,6          | 18            | 20,2          | 17,1          | 18            | 19,1          | 19,9          | 19,3          | 17,3          | 17            | 15,6          | 19,4          | 219,5         |
| Вологість повітря, %    | 81.4          | 81.2          | 81.2          | 82.3          | 83.5          | 84            | 83.9          | 84.6          | 83.6          | 82.8          | 82.1          | 82.2          | 82.7          |
| ----------------------- | ------------- | ------------- | ------------- | ------------- | ------------- | ------------- | ------------- | ------------- | ------------- | ------------- | ------------- | ------------- | ------------- |
| Джерело: Weatherbase    |               |               |               |               |               |               |               |               |               |               |               |               |               |